# Madhuca crassipes
Madhuca crassipes là một loài thực vật có hoa trong họ Hồng xiêm. Loài này được (Pierre ex Becc.) H.J.Lam mô tả khoa học đầu tiên năm 1925.